# Kloster Kemnade

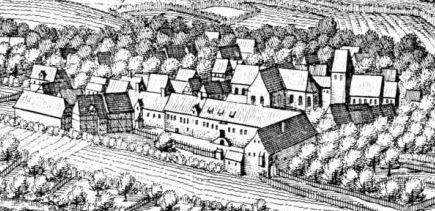
Kloster Kemnade Mitte des 17. Jahrhunderts
Ausschnitt aus einem Stich von Matthäus Merian

Das Kloster Kemnade an der Weser wurde um 960 gegründet von zwei Töchtern des Billunger Grafen Wichmann dem Jüngeren  († 22. September 967), Frederuna († 1025) und Irma, in Kemnade, einem heutigen Ortsteil von Bodenwerder. Namensgebend für das Kloster war der beheizbare Raum des Frauengemaches, die caminata. Daraus leitete sich auch der Name des Dorfes ab.

## Geschichte
Erste Äbtissin wurde Frederuna. Durch das Erbe der Schwestern besaß das Kloster große Reichtümer: Dölme, Grave, Hehlen, Heyen, Hohe, Linse, Halle, Lüerdissen, Rühle, Forst, Börry, Tündern, Ohr, Esperde, Latferde, Grohnde, Hajen, Pegestorf und Bodenwerder.
Die Hochvögte des Klosters Corvey gehörten dem Geschlecht der Northeimer an. Der letzte Northeimer, Graf Siegfried IV. von Boyneburg hatte zur Stärkung seiner Machtposition und seines Einflusses auf die Besitzungen des Klosters Corvey 1143 die Wahl seines Bruders Heinrich zum Abt von Corvey und seiner Schwester Judith zur Äbtissin von Kemnade durchgesetzt. Graf Volkwin II. von Schwalenberg hatte vergeblich versucht, seine Nichte als Äbtissin einzusetzen. Nach Siegfrieds Tod im Jahre 1144 gingen die Vogteirechte für das Kloster Corvey auf Hermann II. von Winzenburg über.
Als das Kloster unter Judith in Verruf kam, ließ der Papst sie durch den römisch-deutschen König Konrad III. vertreiben. 1147 schenkte Konrad III. die Stifte Fischbeck und Kemnade der Benediktinerabtei Corvey, und Kemnade wurde bis 1168 ein Mönchskloster. Danach stand es für 25 Jahre leer. Im Jahr 1542 erfolgte die Aufhebung des Klosters. Durch Urteil des Reichskammergerichts fiel das Kloster 1592 an Corvey zurück. Der letzte Propst Christoph von Esleve heiratete und trat zum Protestantismus über. Der Besitz fiel an Friedrich Ulrich von Braunschweig-Wolfenbüttel, der ihn später als Pfand an Christoph von Esleve übergab. Über die Rechte gab es noch lange Auseinandersetzungen, er blieb aber unter der Oberhoheit des Hauses Braunschweig.

## Erhaltene Gebäude

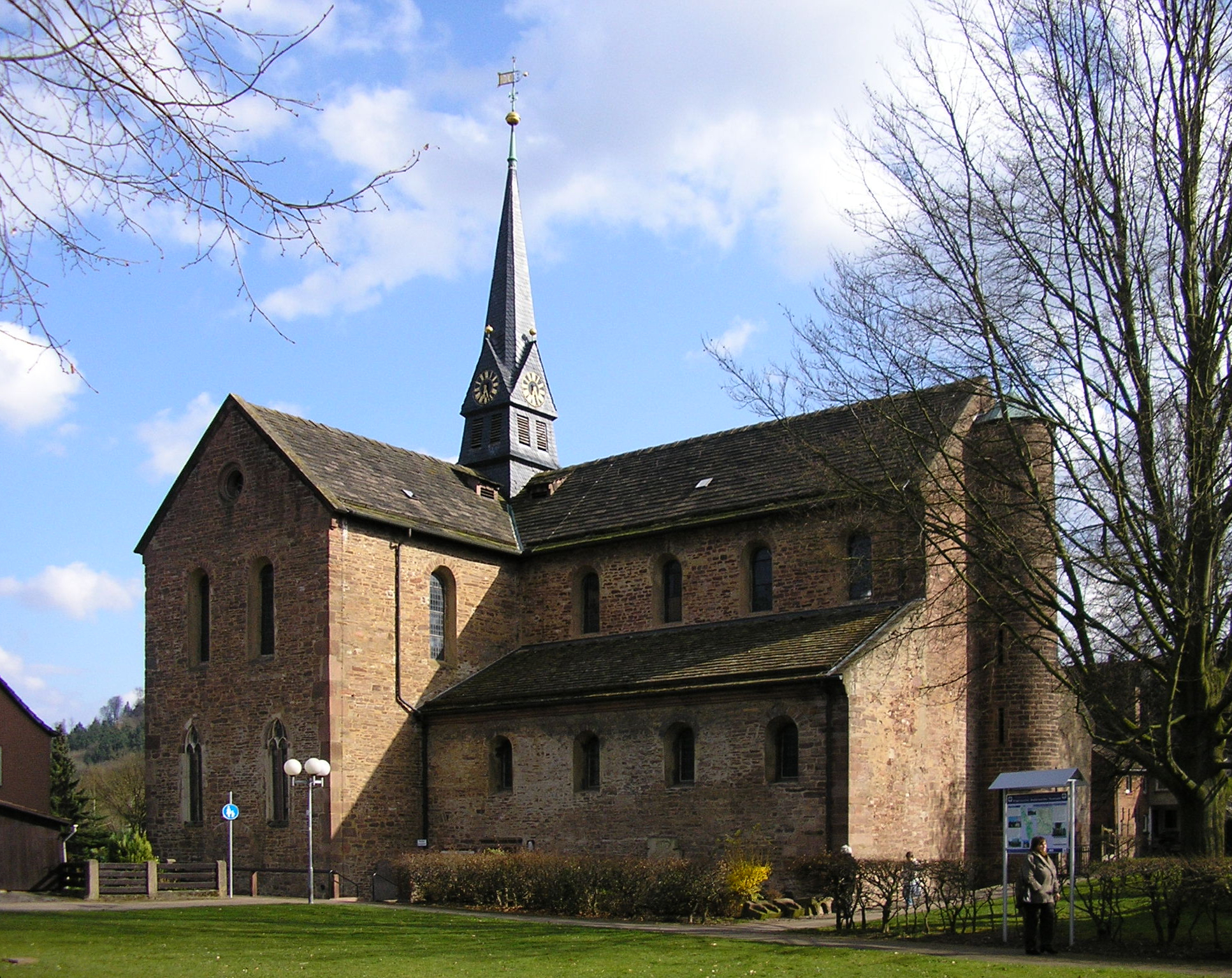
Klosterkirche St. Marien in Kemnade
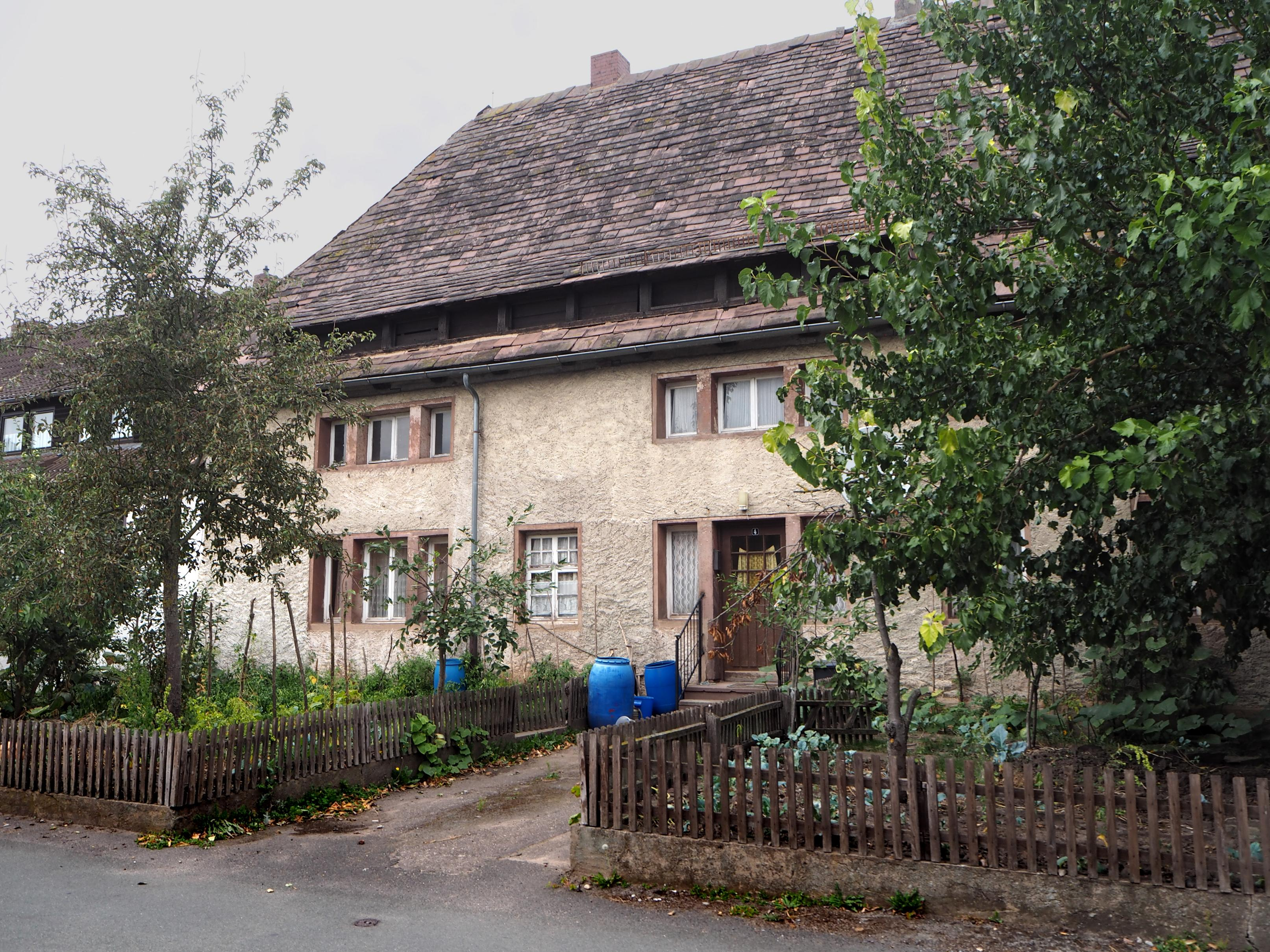
Ehemaliges Gebäude des Klosters (heute Wohnhaus)
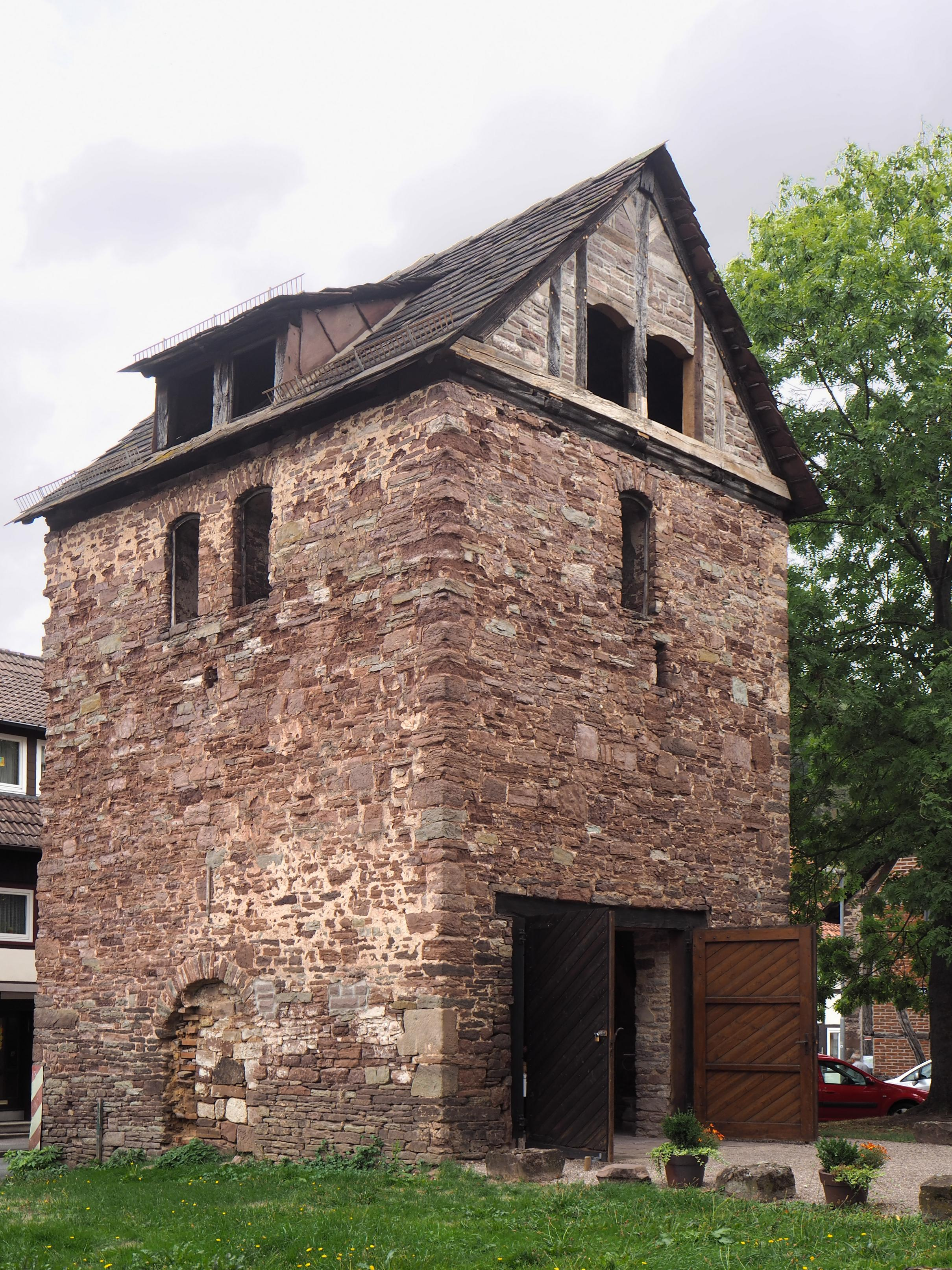
Reste des Turms von St. Dionysius

Vom ehemaligen Kloster ist nur die Klosterkirche erhalten und ein in seiner Substanz stark verändertes Gebäude, das heute als Wohnhaus genutzt wird. Nördlich der Klosterkirche findet man Reste der Dorfkirche St. Dionysius, die auf dem Merian-Stich rechts im Ursprungszustand zu sehen ist.
Die noch vorhandene, in ein Ensemble von Fachwerkhäusern und den Resten der Dorfkirche eingebettete romanische Kirche St. Marien wurde im Jahre 1046 geweiht. In der Kirche wurde unter anderem der „Lügenbaron“ von Münchhausen in der Familiengruft beigesetzt. Auch hat sich der Sarkophag des 1380 verstorbenen Grafen Siegfried von Homburg erhalten.

## Archiv
- Landesarchiv NRW Abteilung Westfalen (bis 2008 Staatsarchiv Münster)
  - A 39 II Kloster Kemnade – Akten